# Ruth Westheimer

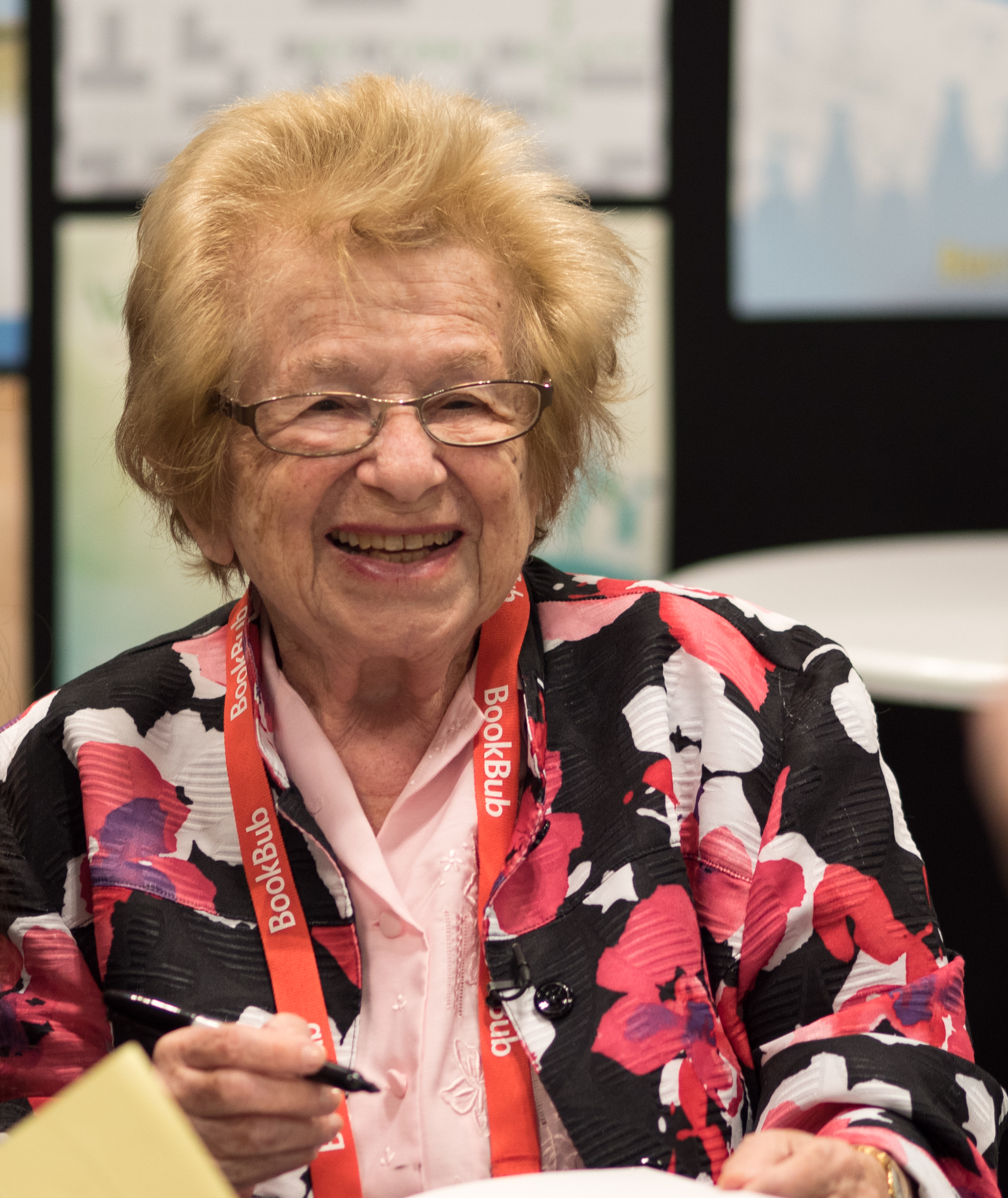
Ruth Westheimer (2018)

Ruth Karola Westheimer, geb. Siegel (geboren am 4. Juni 1928 in Wiesenfeld bei Würzburg; gestorben am 12. Juli 2024 in New York City), bekannt als Dr. Ruth, war eine deutsch-US-amerikanische Soziologin, Sexualtherapeutin und Sachbuchautorin.

## Leben

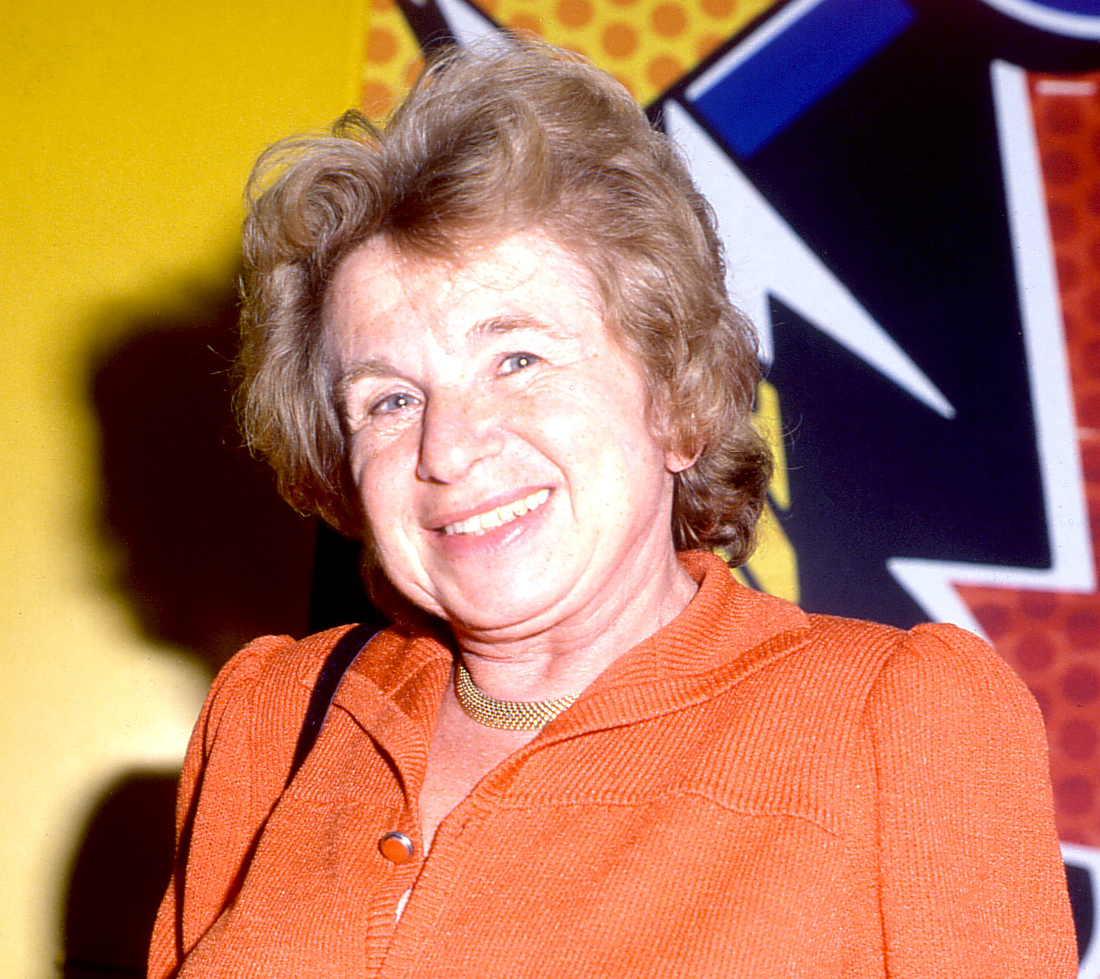
Dr. Ruth (1988)

Ruth Karola Siegel war das einzige Kind von Julius Siegel (1900–1941) und Irma, geborene Hanauer (1903–1941), einer jüdisch-orthodoxen Familie. Ihr Vater war Kurzwarengroßhändler und Sohn der Familie, für die ihre Mutter als Haushälterin arbeitete. Im Alter von zehn Jahren wurde Siegel aufgrund der Judenverfolgung im nationalsozialistischen Deutschland mit einem Kindertransport von Frankfurt-Nordend in die Schweiz geschickt. Die Ausreise war ihr zusammen mit etwa 100 anderen jüdischen Kindern durch die Schweizer Aktivistin Goldschmidt ermöglicht worden. Ihre Eltern und ihre Großmutter wurden am 19. Oktober 1941 ins Ghetto Litzmannstadt deportiert, wo ihr Vater und seine Mutter ums Leben kamen. Ihre Mutter gilt als verschollen. Vor ihrem Geburtshaus in Wiesenfeld (Unterfranken) wurden im Juni 2017 vier Stolpersteine für sie und ihre Familie verlegt. Die Familie lebte vor ihrer Deportation und Ermordung in der Schoa in der Brahmsstraße 8 in Frankfurt am Main.
Siegel verbrachte die Zeit des Zweiten Weltkriegs in dem vom Israelitischen Frauenverein Zürich geführten Kinderheim Wartheim in Heiden. In Herisau besuchte sie eine Haushälterinnenschule.
Nach dem Krieg wanderte sie nach Palästina aus. Dort trat sie der zionistischen Untergrundorganisation Hagana bei, wo sie als Scharfschützin ausgebildet wurde. Im Palästinakrieg wurde sie 1948 durch eine Bombe verwundet. Im neu gegründeten Staat Israel machte sie eine Ausbildung zur Kindergärtnerin. Später studierte sie Psychologie an der Pariser Sorbonne, wo sie auch Lehraufträge erhielt. 1956 emigrierte sie in die USA, wo sie in dritter Ehe Manfred Westheimer (1927–1997) heiratete. An der Columbia University absolvierte sie das Soziologiestudium mit einem Master-Abschluss (mit einer Masterarbeit über die Heimkinder in Heiden) und wurde zum PhD promoviert.
Westheimer veröffentlichte 1989 ihre Autobiographie All in a lifetime. In einem zweiten autobiographischen Buch Musically Speaking (dt. Die Sprache der Musik) beschreibt sie ihren Lebensweg von ihrer Geburt bis zur Umsiedlung nach New York anhand deutscher Volkslieder.
Westheimer wurde nach ihrer Auswanderung US-amerikanische Staatsbürgerin; seit 2007 besaß sie auch wieder die deutsche Staatsbürgerschaft. Bis ins hohe Alter hat sich ihr ausgeprägter hessischer Dialekt in ihrem Deutsch erhalten.
Ruth Westheimer starb am 12. Juli 2024 im Kreise ihrer Familie in ihrem Haus in New York.

## Beruf
Nach Ende ihrer Hochschulausbildung war Westheimer am New York Hospital – Cornell University Medical Center in New York City tätig.
1980 moderierte sie erstmals die 15-minütige Radio-Kolumne Sexually Speaking, in der sie unbefangen Ratschläge für good sex gab. Hunderttausende suchten den Rat der Expertin. Bald war Westheimer auch bei Talk-Shows in Europa und anderen Teilen der Welt ein häufig eingeladener Gast. Mehr als 450 Fernsehsendungen hat sie gestaltet.
Einige der US-Universitäten wie Harvard und Princeton engagierten Westheimer als Gastdozentin. Von der Yale University bekam sie einen Vier-Jahres-Vertrag. 1994 ehrte die Deutsche Gesellschaft für Sozialwissenschaftliche Sexualforschung sie mit der Magnus-Hirschfeld-Medaille für Sexualreform.
Westheimer hat über 30 Sachbücher zum Thema Sexualität geschrieben. Eines ihrer letzten Werke, in den USA 2005 veröffentlicht, wandte sich an die Generation der über Fünfzigjährigen. Sie besaß eine liberale Einstellung, verfocht die Monogamie, regte die Verwendung von Kondomen an und ermunterte Paare miteinander offen und vorbehaltlos die für sie angenehmsten Sex-Variationen zu besprechen. Das Recht auf Abtreibung war für sie nicht verhandelbar, Sex im Alter selbstverständlich und für die Zeit kurz vor dem Einschlafen als empfehlenswert propagiert. Dr. Ruth war eine Institution in den USA.
In ihren Sendungen bezeichnete sie sich gerne als „1 Meter 40 konzentrierter Sex“ (bezogen auf die Körpergröße). Das Wall Street Journal bezeichnete sie einmal als Kreuzung zwischen Henry Kissinger, dessen deutscher Akzent ebenfalls unverkennbar war, und Minni Maus.
Westheimer sah sich als Feministin, wollte aber nicht als radikale Feministin verstanden werden. Von der Metoo-Bewegung distanzierte sie sich.
Das People Magazine nahm sie in die Reihe der interessantesten Menschen des Jahrhunderts auf. Ihr Name findet sich im Text eines Songs von Shania Twain wieder.

## Ehen und Kinder
Ruth Westheimer war drei Mal verheiratet. 1950 heiratete sie David Bar-Haim, einen israelischen Soldaten, mit dem sie vor ihrem Studium nach Paris ging. Die Ehe wurde 1955 geschieden. Mit ihrem zweiten Mann, dem Franzosen Dan Bommer, wanderte sie 1956 nach Amerika aus. Auch diese Ehe, aus der die Tochter Miriam (geboren 1957) stammt, wurde geschieden. Mit ihrem dritten Mann Manfred Westheimer (1927–1997), der ihre Tochter Miriam adoptierte, war sie von 1961 bis zu seinem Tod verheiratet. Der gemeinsame Sohn Joel Westheimer (geboren 1963) ist Lehrstuhlinhaber für Erziehungswissenschaft (Stand Juli 2024) an der Universität Ottawa.

## Schriften (Auswahl)
- Doctor Ruth’s guide to good sex.
  - „Sprechen wir mal drüber…“. Sexualität und Erotik. Goldmann, München 1983, ISBN 3-442-30505-5.
- First Love.
  - First love. Ein Aufklärungsbuch für junge Leute. Ullstein, Frankfurt am Main 1988, ISBN 3-548-34432-1.
- Doctor Ruth’s guide for married lovers.
  - Liebe in der Ehe. Ratgeber für ein glückliches Zusammenleben. Ullstein, Frankfurt am Main 1988, ISBN 3-548-34449-6.
- All in a lifetime.
  - …und alles in einem Leben. Autobiographie. Benteli, Bern 1989, ISBN 3-7165-0652-4.
- mit Louis Lieberman: Sex and Morality.
- Sex und Moral. Übersetzung Roswitha Enright. Beltz, Weinheim 1990, ISBN 3-407-30535-4.
- The Art of Arousal. 1993, ISBN 1-55859-330-6.
- Dr. Ruth’s Guide to Erotic and Sensuous Pleasures. 1994, ISBN 1-56171-099-7.
- Dr. Ruth talks to kids.
- Ab jetzt wird alles anders. Vom Erwachsenwerden, von Liebe und von Sex. Aare, Aarau u. a. 1994, ISBN 3-7260-0415-7.
- Sex for Dummies.
  - Sex für Dummies. 1996 und zahlreiche Neuauflagen
- Heavenly sex.
  - Himmlische Lust. Liebe und Sex in der jüdischen Kultur. Übersetzung Angelika Schweikhart. Campus, Frankfurt am Main 1996, ISBN 3-593-35466-7.
- mit Amos Grunebaum: Dr. Ruth’s Pregnancy Guide for Couples. Routledge, New York/London 1999, ISBN 0-415-91972-X.
- mit Steven Kaplan: Grandparenthood.
  - Ein Glück, dass es Großeltern gibt. Ullstein, München 2000, ISBN 3-550-07118-3.
- Who I am!? Where did I come from?
  - Woher kommen nun die kleinen Babys? Coppenrath, München 2003, ISBN 3-8157-2950-5.
- Musically Speaking.
  - Die Sprache der Musik. Ein Leben mit Liedern. Gryphon, München 2005, ISBN 3-937800-45-X.
- mit Pierre A. Lehu: Sex after 50.
  - Silver Sex. Wie Sie Ihre Liebe lustvoll genießen. Campus, Frankfurt am Main/New York 2008, ISBN 978-3-593-38271-5.
- mit Jerome E. Singerman: Mythen der Liebe. Übersetzung Jutta Deutmarg, Claudia Theis-Passaro. Collection Rolf Heyne, München 2010, ISBN 978-3-89910-470-7.
- mit Pierre A.Lehu: The doctor is in
  - Lebe mit Lust und Liebe. Herder, Freiburg 2015, ISBN 978-3-451-34818-1.

## Filme
- 1986: Für immer Lulu (als sie selbst)
- 2019: Fragen Sie Dr. Ruth (Ask Dr. Ruth), Dokumentarfilm, Regie: Ryan White[20][21]